# Luisa Heese
Luisa Heese (* 1984 in Göttingen, Niedersachsen) ist eine deutsche Kuratorin. Seit dem 1. Juli 2023 ist sie Kuratorin für zeitgenössische Kunst und Skulptur an der Kunsthalle Mannheim. Ab 1. Juni 2025 wird Heese zudem auch stellvertretende Direktorin der Kunsthalle Mannheim. Ab dem 1. September 2020 bis 2023 war sie Leiterin des Museums im Kulturspeicher in Würzburg.

## Leben
Luisa Heese studierte von 2005 bis 2013 Kulturwissenschaften und ästhetische Praxis an der Stiftung Universität Hildesheim und an der School of Arts and Design (Escola Superior De Artes e Design) in Caldas da Rainha in Portugal. 2015 wurde sie als Kuratorin bei der Kunsthalle Baden-Baden angestellt. Nach dem Weggang des bisherigen Direktors Johan Holten leitete sie zusammen mit ihrem Kollegen Hendrik Bündge ab 1. September 2019 kommissarisch die Kunsthalle.

## Tätigkeit während ihrer Zeit als Leiterin im Museum im Kulturspeicher (2020 bis 2023)
Das Museum im Kulturspeicher verfügt über zwei große Sammlungsbereiche. Zum einen die Städtische Sammlung, die Kunst vom 19. Jahrhundert bis zur Gegenwart beinhaltet, zum anderen die Sammlung Peter C. Ruppert, die sich Werken Konkreter Kunst widmet.
Luisa Heese sah ihre Aufgabe als Leiterin des Museums vor allem in dem Knüpfen von Verbindungen. Verbindungen zum einen in der Stadt – so räumte sie z. B. 2021 ihre ständige Sammlung für die Ausstellung Imagine Mozart – Mozartbilder, die im Rahmen des Mozartfestes Würzburg stattfand, was der Direktor der Neueren Abteilung des Martin von Wagner Museums, Damian Dombrowski, so kommentierte: „Schon die Jahre der Vorbereitung waren von vertrauensvoller Zusammenarbeit mit dem Mozartfest geprägt, aber mit dem Kulturspeicher als ‚Dritten im Bunde‘ wurde der Aufbau der Ausstellung von einem echten esprit de corps getragen. Vor allem werden dabei auch Fundamente für zukünftige Gemeinschaftsprojekte gelegt!“
Verbindungen suchte Heese zu den Besuchern des Museums, so waren für die Eröffnung der Ausstellung New Order in allen Räumen Kunstvermittler anwesend – erkennbar an T-Shirts mit einem Fragezeichen als Logo – die Fragen beantworteten und mit denen die Besucher ins Gespräch über die Ausstellung kamen.
Zum anderen sah Heese es als ihre Aufgabe an, Lokales und Globales miteinander zu verbinden, wie es u. a. in der Ausstellung Konkret Global bereits praktiziert wurde. Parallel zu der Ausstellung fand am 25. und 26. Oktober 2022 gemeinsam mit dem Institut für Kunstgeschichte der Julius-Maximilians-Universität Würzburg ein Symposium zu dem Thema Konkrete Kunst statt, das auch online übertragen wurde. „Mit dem Forschungs- und Ausstellungsprojekt „KONKRET GLOBAL!“ beleuchtet das Museum im Kulturspeicher Würzburg in Zusammenarbeit mit internationalen wie lokalen Partnern konkrete Kunst und ihre Schlüsselfiguren erstmals aus einer globalen Perspektive. Wie sieht konkrete Kunst im Globalen Süden aus, welche Bedeutung hat sie und worin unterscheiden sich die Ideen, denen die konkreten Künstler mittels ihrer Arbeiten Ausdruck verleihen?“
Ende 2020 erläuterte Luisa Heese ihre Vorhaben in einem Interview: „Ich möchte Themen setzen, die sowohl für die Gesellschaft vor Ort wichtig wie auch für ein Publikum von außen von internationalerer Relevanz sind. Ich denke an Themen, die gesellschaftliche, die politische Fragen aufgreifen […] Die klassische Kunstausstellung in Museumsräumen ist die eine Sache. Aber ich möchte Themen in die Stadt tragen und freue mich auf Kooperationen. Ich denke an die Idee des offenen Museums nicht nur im Sinne einer offenen Tür, sondern im Sinne eines Museums, das selbst hinaustritt.“

## Kuratorin für zeitgenössische Kunst und Skulptur in der Kunsthalle Mannheim
Seit dem 1. Juli 2023 ist Luisa Heese als Kuratorin für zeitgenössische Kunst und Skulptur an der Kunsthalle Mannheim beschäftigt. In ihrer ersten dort kuratierten Ausstellung Fokus Sammlung: Neupräsentation setzt sie sich mit der umfangreichen Sammlung des Museums auseinander, ergänzt um Leihgaben verschiedener öffentlichen Kunstsammlungen. So gestaltete sie mehrere Ausstellungsräume, die in der Kunsthalle als Kuben bezeichnet werden, mit Schwerpunkten wie Bewegte Zeiten: Kinetik (Kubus 4) und Der fragmentierte Körper (Kubus 5). Im Kubus 6 werden Werke Anselm Kiefers unter dem Titel Risse in der Geschichte präsentiert. Gezeigt werden unter anderem kinetische Objekte von Ernst Reinold im Kubus 4, Skulpturen von Hans Arp, Gustav Seitz und Henry Moore im Kubus 5 und in Kubus 6 u. a. ein Werk von Anselm Kiefer, das bis dato noch nie in der Kunsthalle ausgestellt wurde: Böhmen liegt am Meer. Die Sammlungspräsentation ist bis Mai 2025 in der Kunsthalle zu sehen.

## Kuratierte Ausstellungen

### Kunsthalle Mannheim
- 2024: Fokus Sammlung: Neupräsentation
- 2024: Sarah Lucas[12][13]
- 2024: Hito Steyerl: Hell Yeah We Fuck Die,[14] Kunsthalle Mannheim, Kubus 2
- 2025: Tavares Strachan: Supernovas[15]
- 2025: Joachim Bandau: Die frühen Polyesterskulpturen 1967 – 1974[16]

### Kulturspeicher Würzburg
- 2021/2022: New Order. Über Kunst und Ordnung in ungewissen Zeiten[17] (Kuratorin Luisa Heese)
- 2022/2023: Konkret Global![18] (Kuratorinnen Luisa Heese und Anke Kempkes)
- 2023/2024: HEXEN! Über Körper, Wissen und Macht[19] (Kuratorinnen Luisa Heese und Henrike Holsing)

### Kunsthalle Baden-Baden (Auswahl)
- 2018: Alina Szapocznikow: Menschliche Landschaften[20] Kunsthalle Baden-Baden (Kuratoren: Luisa Heese und Hendrik Bündge)
- 2019/2020: Boris Mikhailov: The Space between us[21] Kunsthalle Baden-Baden (Kuratorin Luisa Heese)
- 2020: Valie Export: Fragmente einer Berührung[22] Kunsthalle Baden-Baden (Kuratoren Luisa Heese und Hendrik Bündge)
- 2020: Körper. Blicke. Macht. Eine Kulturgeschichte des Bades[23] (Kuratoren Luisa Heese, Hendrik Bündge, Camille Faucourt, Florence Hudowicz, Carolin Potthast, Benedikt Seerieder und Lukas Töpfer)

## Kataloge zu Ausstellungen
- Staatliche Kunsthalle Baden-Baden (Hrsg.): Körper. Blicke. Macht. Body. Gaze Power - Eine Kulturgeschichte des Bades. Hatje Cantz, Berlin 2020, ISBN 978-3-7757-4725-7 (deutsch, englisch).
- Luisa Heese (Hrsg.): Sergej Jensen 2017. Bom Dia Boa Tarde Boa Noite, Berlin 2020, ISBN 978-3-96436-006-9 (deutsch, englisch).
- Luisa Heese: Boris Mikhailov – Serie von Vier. Boris Mikhailov – Series of Four. Hrsg.: Staatliche Kunsthalle Baden-Baden. Walther König, Köln 2019, ISBN 978-3-96098-735-2 (deutsch, englisch).
- Johan Holten (Hrsg.): Psyche als Schauplatz des Politischen. Hatje Cantz, Berlin 2019, ISBN 978-3-7757-4568-0.
- Andrew Bonacina, Marta Dziewańska, Luisa Heese (Hrsg.): Alina Szapocznikow. Menschliche Landschaften. Human Landscapes. Walther König, Köln 2018, ISBN 978-3-96098-417-7 (deutsch, englisch).
- Luisa Heese, Johan Holten, Bonaventure Soh Bejeng Ndikung, Ugochukwu-Smooth C. Nzewi (Hrsg.): Emeka Ogboh: If found please return to Lagos. Kerber, Berlin 2018, ISBN 978-3-7356-0437-8 (deutsch, englisch).
- Johan Holten (Hrsg.): Gutes böses Geld: Eine Bildgeschichte der Ökonomie. Money, Good and Evil: A Visual History of the Economy. Kerber, Berlin 2016, ISBN 978-3-7356-0228-2 (deutsch, englisch).
- Luisa Heese, Paul Brodowsky, Thilo Droste: Thilo Droste. Ego. Katalog zur Ausstellung im Kunstverein Augsburg. Snoek, Köln 2014, ISBN 978-3-86442-104-4.
- Johan Holten, Luisa Heese (Hrsg.): Eva Kotátková: Experiment für sieben Körperteile. Kerber, Berlin 2014, ISBN 978-3-7356-0061-5 (englisch).

## Publikationen
- Luisa Heese, Hans-Peter Riese, Franziska Kunze: Konkrete Kunst in Europa nach 1945. Die Sammlung Peter C. Ruppert: Katalog für das Museum im Kulturspeicher Würzburg. Wienand, Köln 2022, ISBN 978-3-86832-608-6.
- Luisa Heese: MadC: Street to Canvas. Heni Publishing, London 2022, ISBN 978-1-912122-43-1 (englisch: Madc: Street to Canvas. Übersetzt von Eva Ruschkowski).
- Reiner Küppers (Hrsg.): Kultur unter Spannung. Kulturverlag Kadmos, Berlin 2012, ISBN 978-3-86599-150-8 (Mit einem Beitrag von Luisa Heese).
- Luisa Heese; Anke Kempkes (Hrsg.): Konkret Global: Katalog zur Ausstellung im Kulturspeicher Würzburg. Wienand, Köln 2025, ISBN 978-3-86832-771-7.